# Phoenix Games
Phoenix Games est un ancien éditeur de jeux vidéo néerlandais principalement connu pour ses nombreuses productions à petit budget et de mauvaise qualité,.
Leurs jeux singent souvent des productions connues sous d'autres licences comme Walt Disney (Legend of Mulan, Cinderella, Snow White and the 7 Clever Boys, etc.) ou se font passer pour des suites (Air Raid 3, Vegas Casino 2, etc.).
La société est active jusqu'en mai 2010 sans cependant que les avocats de Walt Disney n'aient pu intenter un procès à leur encontre.

## Jeux
Il a été déclaré que le développement des titres de jeux durait environ trois à cinq mois. Ces jeux ont été publiés sur Nintendo DS, Wii, PlayStation, PlayStation 2 et PC. À partir de 2005, il était également prévu de publier des jeux pour la PlayStation Portable. Les prix de vente d'origine des jeux variaient entre 6,99 et 12,99 GBP. En Allemagne, les jeux coûtaient environ 20 €. En Italie, l'entreprise a distribué les films et les jeux de DB-Line jusqu'en 2007. En Espagne, certains jeux ont été distribués par Atari. La plupart des jeux ont reçu de mauvaises critiques dans les magazines spécialisés et auprès des joueurs. Le jeu Paccie, sorti en 2004 sur PlayStation 2, est considéré comme perdu. Le 4 novembre 2002, ils ont annoncé leur partenariat avec l'entreprise japonaise Altron, et le développeur italien NAPS. En décembre 2002, Phoenix a annoncé avoir acquis les droits de publication de Dragon's Lair, Space Ace et Who Shot Johnny Rock?. Ils ont également acquis le jeu Mad Dog McCree de Digital Leisure au Canada.
En 2003, il a été rapporté que l'entreprise publierait 80 jeux pour PlayStation, PlayStation 2 et PC cette année-là. En 2004, 40 titres ont été annoncés, et la même année, ils ont lancé une "Super Budget Line" pour PS2 et Xbox.
En 2004, ils ont établi un partenariat avec Data Design Interactive.
En 2008, ils ont annoncé qu'ils publieraient 12 jeux pour la Nintendo DS.
Au cours de la première année, ils s'attendaient à vendre entre 4 et 5 millions d'unités dans le monde entier.
Au début de 2010, Phoenix Games a réédité certains de leurs jeux pour le public allemand sur PC.
Compte tenu de leurs faibles tirages, les jeux Phoenix Games sont aujourd'hui connus pour leur rareté et, par conséquent, leurs prix majoritairement élevés.

## Distribution
En février 2003, Phoenix a annoncé que leurs jeux seraient publiés par Just au Royaume-Uni, Joag en Italie, SGDiffusion en France et N-Tec en Hongrie.
En Italie, l'entreprise DB-Line a distribué les films et les jeux jusqu'en 2007.
Le 22 août 2003, ils ont annoncé que "New Media Agency" traduirait et publierait leurs jeux en Allemagne. Le 14 octobre 2003, ils ont annoncé que Softwrap serait leur distributeur en Europe.

## Autres
- Les 99 couvertures de jeux PS2 ont été présentées en 2013 dans la Gamescom Art Gallery "Cover Verses"[22].
- Sur la couverture PlayStation 2 du jeu Peter Pan's Playground, il y avait un asset de fond du titre Kingdom Hearts[23].
- Avant et après l'existence de ce groupe, il y avait des entreprises portant le même nom. De 1978 à 1981, une entreprise américaine produisait des jeux vidéo, notamment connue pour le jeu Bushido. En 2019, Klaas Kersting a fondé un studio de développement en Allemagne portant le même nom[24].
- Paul Share a également fondé Midas Interactive en 1998[25].

## Membres

### Phoenix Games B.V. (2002-2010)
- Paul Share (PDG/directeur)
- Willie (Will) Horden (responsable des ventes jusqu'en février 2005, directeur général jusqu'en juin 2009)
- Steve Share (responsable des ventes)
- Ilse van de Vossenberg-Vogels (responsable de la production)
- Maarten van Schaik (chef du développement)

### Phoenix Games Ltd.
- Mark Hustle (directeur depuis 2013)
- Simon Hamer (responsable des ventes Europe)
- Ian Smith (responsable des ventes Royaume-Uni)[26]

## Liste des films publiés

### Films Dingo Pictures
- ...noch mehr Dalmatiner Als: Dalmatians 2, 3, 4 (PlayStation, PlayStation 2, Wii, Nintendo DS)
- Das unglaubliche Fussballspiel der Tiere Als: Animalfootball (PlayStation), Animal Soccer World (PlayStation 2)
- "Atlantis als: Atlantis (PlayStation), Imperium von Atlantis (PlayStation 2)
- Toys als: Toys (PlayStation), Kids Playground (PlayStation), The Toys Room (PlayStation 2)
- Abenteuer Im Land der Dinosaurier als: Dinosaurier (PlayStation), Dinosaur Adventure (PlayStation 2)
- Ein Fall für die Mäusepolizei als Detective Mouse (PlayStation), The Mouse Police (PlayStation 2)
- Herkules als Herkules (PlayStation)
- Winkie der kleine Bär als Winky the Little Bear (PlayStation)
- Der König der Tiere: Das Grosse Abenteuer als: Son of the Lion King (PlayStation 2), Lion and the King 2 (PlayStation), Lion and the King 3 (Nintendo DS)

## Jeux vidéo
- 2002 : Shoot (PlayStation)
- 2003 : Cool Shot (PlayStation 2)
- 2003 : Trickshot (PlayStation)
- 2003 : All Star Watersports (PlayStation)
- 2003 : Dalmatians 2 (PlayStation)
- 2003 : Football Madness (PlayStation)
- 2003 : Dinosaurs (PlayStation)
- 2003 : Pro Backgammon (PlayStation)
- 2003 : Ballerburg: Castle Chaos (PlayStation)
- 2003 : Checkmate II (PlayStation)
- 2003 : Rox (PlayStation)
- 2003 : King of Bowling 3 (PlayStation)
- 2003 : Hot Shot (PlayStation)
- 2003 : Animal Football (PlayStation)
- 2003 : Winky the Little Bear (PlayStation)
- 2003 : Robo-Pit 2 (PlayStation)
- 2003 : Paradise Casino (PlayStation)
- 2003 : Block Buster (PlayStation)
- 2003 : Baldies (PlayStation)
- 2003 : 5 Star Racing (PlayStation)
- 2003 : Homerun (PlayStation 2)
- 2003 : European Tennis Pro (PlayStation 2)
- 2003 : Flying Squadron (PlayStation)
- 2003 : Legend of Mulan (PlayStation)
- 2003 : Lion and the King 2 (PlayStation)
- 2003 : All Star Action (PlayStation)
- 2003 : Superbike Masters (PlayStation)
- 2003 : Cindy's Fashion World (PlayStation)
- 2003 : Buttsubushi (PlayStation)
- 2003 : Toys (PlayStation)
- 2003 : Atlantis: The Lost Continent (PlayStation)
- 2003 : Detective Mouse (PlayStation)
- 2003 : Herkules (PlayStation)
- 2003 : Cindy's Caribbean Holiday (PlayStation)
- 2003 : Stable Masters 2 (PC)
- 2003 : Destructo 2 (PlayStation)
- 2004 : Road Rage 3 (Touge) (PlayStation 2)
- 2004 : Robin Hood: The Siege (PlayStation)
- 2004 : The Mouse Police (PlayStation 2)
- 2004 : Castle Strike (PC)
- 2004 : Space Rider (PlayStation)
- 2004 : Truck Rally (PlayStation)
- 2004 : Sonic Wings Special (PlayStation)
- 2004 : Omega Assault (PlayStation)
- 2004 : Xtreme Speed (PlayStation 2)
- 2004 : Furry Tales (PlayStation 2)
- 2004 : RC Toy Machines (PlayStation 2)
- 2004 : Jet Ace (PlayStation)
- 2004 : Silent Iron (PlayStation)
- 2004 : Kidz Sports Ice Hockey (PlayStation 2)
- 2004 : Rhythm Beat (PlayStation)
- 2004 : Wanted (PlayStation)
- 2004 : Air Raid 3 (PlayStation 2)
- 2004 : Arcade Action (PlayStation 2)[27]
- 2005 : Crazy Golf (PlayStation 2)
- 2005 : X-treme Quads (PlayStation 2)
- 2005 : Monster Trux Extreme: Arena Edition (PlayStation 2)
- 2005 : Board Games Gallery (PlayStation 2)
- 2005 : Vegas Casino 2 (PlayStation 2)
- 2005 : Shadow of Ganymede (PlayStation 2)
- 2005 : Doomsday Racers (PlayStation 2)
- 2005 : Urban Constructor (PlayStation 2)
- 2005 : Habitrail Hamster Ball (PlayStation 2)
- 2005 : Animal Soccer World (PlayStation 2)[28]
- 2005 : City Soccer Challenge (PlayStation 2)[29]
- 2005 : Girl Zone (PlayStation 2)
- 2005 : Fruitfall (PlayStation 2)
- 2006 : Saint and Sinner (PlayStation 2)
- 2006 : Search and Destroy (PlayStation 2)[30]
- 2006 : Maniac Mole (PlayStation 2)
- 2006 : London Cab Challenge (PlayStation 2)[31]
- 2006 : 21 Card Games (PlayStation 2)
- 2006 : Puzzle Party (PlayStation 2)
- 2006 : Carwash Tycoon (PlayStation 2)
- 2006 : Chemist Tycoon (PlayStation 2)
- 2006 : Downhill Slalom (PlayStation 2)
- 2006 : Snow Rider (PlayStation 2)
- 2006 : G-Force (PlayStation 2)[32]
- 2006 : Robin Hood: The Siege 2 (PlayStation 2)
- 2006 : Arcade USA (PlayStation 2)
- 2006 : Obliterate (PlayStation 2)
- 2006 : D-Unit Drift Racing (PlayStation 2)
- 2006 : Combat Ace (PlayStation 2)
- 2006 : Cinderella (PlayStation 2)
- 2006 : Drag Racer USA (PlayStation 2)
- 2006 : Clumsy Shumsy (PlayStation 2)
- 2006 : K.O. King (PlayStation 2)
- 2006 : SWAT Siege (PlayStation 2)
- 2006 : Hansel and Gretel (PlayStation 2)
- 2006 : Space Rebellion (PlayStation 2)
- 2006 : Snooker 147 (PlayStation 2)
- 2006 : Pinocchio (PlayStation 2)
- 2006 : !Que Pasa Neng! El Videjuego (PlayStation 2)
- 2006 : Snow White and the 7 Clever Boys (PlayStation 2)
- 2006 : Superbike GP (PlayStation 2)
- 2006 : Turbo Trucks (PlayStation 2)
- 2006 : WWC: World Wrestling Championship (PlayStation 2)
- 2006 : Speedboat GP (PlayStation 2)
- 2006 : Dinosaur Adventure (PlayStation 2)
- 2006 : The Toys Room (PlayStation 2)
- 2006 : Hoppie (PlayStation 2)
- 2006 : Jello (PlayStation 2)
- 2006 : Speed Machines III (PlayStation 2)
- 2006 : Games Galaxy 2 (PlayStation 2)
- 2006 : Dalmatians 3 (PlayStation 2)
- 2006 : Countryside Bears (PlayStation 2)
- 2006 : Kiddies Party Pack (PlayStation 2)
- 2006 : Guerrilla Strike (PlayStation 2)
- 2006 : Son of the Lion King (PlayStation 2)[33]
- 2006 : Retro: 8 Arcade Classics from Yesteryears (PlayStation 2)
- 2006 : Mighty Mulan (PlayStation 2)
- 2006 : Empire of Atlantis (PlayStation 2)
- 2007 : Street Warrior (PlayStation 2)
- 2007 : Dead Eye Jim (PlayStation 2)
- 2007 : Power Volleyball (PlayStation 2)
- 2007 : Transworld Skateboarder (PlayStation 2)
- 2007 : White Van Racer (PlayStation 2)
- 2007 : American Pool II (PlayStation 2)
- 2007 : Moto X Maniac (PlayStation 2)
- 2007 : Go Kart Rally (PlayStation 2)
- 2007 : Skateboard Madness Xtreme Edition (PlayStation 2)
- 2007 : Monster Eggs (PlayStation 2)
- 2007 : Sniper Assault (PlayStation 2)
- 2007 : Marble Chaos (PlayStation 2)
- 2007 : Roller Coaster Funfare (PlayStation 2)
- 2007 : Iron Chef (PlayStation 2)
- 2007 : Steam Express (PlayStation 2)
- 2007 : Gecko Blaster (PlayStation 2)
- 2007 : Crabby Adventure (PlayStation 2)
- 2007 : Mambo (PlayStation 2)
- 2007 : Pro Biker 2 (PlayStation 2)
- 2007 : Myth Makers: Orbs of Doom (PlayStation 2)
- 2007 : Offroad Extreme! (PlayStation 2)
- 2007 : Legend of Camelot (PlayStation 2)
- 2007 : Kidz Sports Basketball (PlayStation 2)[34]
- 2007 : Ocean Commander (PlayStation 2)
- 2007 : Myth Makers: Super Kart GP (PlayStation 2)
- 2007 : Extreme Sprint 3010 (PlayStation 2)
- 2007 : Wacky Zoo GP (PlayStation 2)
- 2007 : Peter Pan (PlayStation 2)
- 2007 : Cartoon Kingdom (PlayStation 2)
- 2007 : Legend of Herkules (PlayStation 2)
- 2007 : CaveMan Rock (PlayStation 2)
- 2008 : Adventures of Pinocchio (Nintendo DS, Wii)
- 2009 : Polar Rampage (Nintendo DS)

## Culture populaire

### Apparitions
Le duo de vidéastes Joueur du Grenier consacra un épisode entier sur Phoenix Games. À l'occasion, un florilège de jeux sont testés et mis en lumière pour leur médiocrité ainsi que leur aspect bas de gamme.